# Rosebud (Texas)
Rosebud es una ciudad ubicada en el condado de Falls en el estado estadounidense de Texas. En el Censo de 2010 tenía una población de 1412 habitantes y una densidad poblacional de 695,38 personas por km².

## Geografía
Rosebud se encuentra ubicada en las coordenadas 31°4′31″N 96°58′32″O / 31.07528, -96.97556. Según la Oficina del Censo de los Estados Unidos, Rosebud tiene una superficie total de 2.03 km², de la cual 2.03 km² corresponden a tierra firme y (0.13%) 0 km² es agua.

## Demografía
Según el censo de 2010, había 1412 personas residiendo en Rosebud. La densidad de población era de 695,38 hab./km². De los 1412 habitantes, Rosebud estaba compuesto por el 66.78% blancos, el 17.78% eran afroamericanos, el 0.21% eran amerindios, el 0.07% eran asiáticos, el 0.07% eran isleños del Pacífico, el 11.69% eran de otras razas y el 3.4% pertenecían a dos o más razas. Del total de la población el 29.18% eran hispanos o latinos de cualquier raza.